# Archidiecezja Tabory
 Archidiecezja Tabory – diecezja rzymskokatolicka  w Tanzanii. Powstała w 1887 jako wikariat apostolski Unianyembé. W 1925 przemianowany na wikariat Tabory. Archidiecezja od 1953.

## Biskupi diecezjalni
- François Gerboin,  † (1897–1912)
- Henri Léonard, † (1912–1928)
- Edouard Michaud, M.Afr. † (1928–1932)
- Joseph Trudel, M.Afr. † (1933–1948)
- Cornelius Bronsveld, M.Afr. † (1950–1959)
- Marko Mihayo † (1960–1985)
- Mario Epifanio Abdallah Mgulunde † (1985–2006)
- Paul Ruzoka, 2006–2023)
- Protase Rugambwa (od 2023)